# 白貝真理子
白貝 真理子（しらがい まりこ）は日本の女優、リポーター。本名は白貝 眞理子（読み同じ）。

## 来歴
広島県出身。身長156cm（1981年時点）。3人姉弟の第2子（姉と弟がいる）。実家はカラーフィルムの現像所。自ら、父の会社の忘年会で制作費50万円でモダンバレエの舞台をプロデュースしたことがある。中学生・高校生時代共に部活は放送部で、当時はアナウンサー志望だった。広島県立福山誠之館高等学校に在学中には第19回と第20回のNHK杯全国高校放送コンテストのアナウンス部門に入選している。
大学受験に失敗した後、予備校生時代に演劇集団 円の研修生となり、予備校に通いながら演劇活動を行って結局「演劇の方が面白くなって」、活動を演劇一本に絞って芸能の方へ進む。
山口百恵と似ており、映画「古都」ではスタンドインなどいわゆる影武者を担当した。百恵引退後にはロマンポルノからの誘いもあったということだったが、それを拒否、その後は主にテレビのレポーターなどで活動。1983年9月に旅行代理店経営の男性と結婚。
日本ナレーション演技研究所東京校で演技担当の講師をしていた。
神奈川県厚木市のケーブルテレビの厚木伊勢原ケーブルネットワーク（あゆチャンネル）で市民リポーターを担当している。

## 出演

### テレビドラマ
- 俺たちの祭（日本テレビ、1978年）
- 空は七つの恋の色（読売テレビ、1978年） - 友子 役
- 気まぐれ本格派（日本テレビ、1978年）
- ゆうひが丘の総理大臣（日本テレビ、1978年）
- 天皇の料理番（TBS、1980年） - はる子 役
- 俺はおまわり君（日本テレビ、1981年）
- 特捜最前線（テレビ朝日、1981年）

### テレビ番組
- 600 こちら情報部（NHK総合、1980年） - リポーター
- フレッシュロータリー（NHK総合、1981年4月 - 1982年3月） - リポーター[8]
- 街角の博物館（NHK教育、1982年） - きき手
- ジュニア大全科（NHK教育、1983年） - きき手
- ぼくのまち わたしのまち（NHK教育）
- 人間の生物学'89（放送大学、1989年）
- あつぎ元気Wave（あゆチャンネル） - 市民リポーター[9]

### 映画
- 古都（1980年）